# Chad en los Juegos Olímpicos de Río de Janeiro 2016
Chad participó en los Juegos Olímpicos de Río de Janeiro 2016 con un total de dos deportistas, que compitieron en el torneo de atletismo. Bibiro Ali Taher fue la abanderada en la ceremonia de apertura.

## Participantes
| Atleta           | Evento               | Eliminatoria | Eliminatoria | Semifinal | Semifinal | Final     | Final     |
| Atleta           | Evento               | Resultado    | Posición     | Resultado | Posición  | Resultado | Posición  |
| ---------------- | -------------------- | ------------ | ------------ | --------- | --------- | --------- | --------- |
| Bachir Mahamat   | 400 metros masculino | 48.59        | 7            | No avanzó | No avanzó | No avanzó | No avanzó |
| Bibiro Ali Taher | 5000 metros femenino | NF           | NF           | —         | —         | No avanzó | No avanzó |